# بيير دينيس
بيير دينيس (بالفرنسية: Pierre Denis)‏ هو شخصية أعمال فرنسي، ولد في 21 مارس 1964 في كاين في فرنسا.